# كورديلة أوكينغا
كورديلة أوكينغا (الاسم العلمي: Cordylus ukingensis) (بالإنجليزية: Ukinga girdled lizard)‏ هي نوع من الزواحف تتبع جنس الكورديلة من فصيلة الكورديلات.